# Werner-von-Siemens-Gymnasium (Magdeburg)
Das Werner-von-Siemens-Gymnasium ist ein Gymnasium mit mathematisch-naturwissenschaftlich-technischem Schwerpunkt in Magdeburg. 
Das Einzugsgebiet der Schule ist das gesamte Land Sachsen-Anhalt. Für Schüler außerhalb Magdeburgs oder des Magdeburger Umlands steht ein Internat bereit.
Namensgeber ist der Erfinder Werner von Siemens.

## Lage
Das Schulgebäude befindet sich im Stadtteil Alte Neustadt. Dort nutzt die Schule das ehemalige Gebäude der Polytechnischen Oberschule „Ernst Thälmann“, welches komplett saniert und an die Bedürfnisse des Gymnasiums angepasst wurde. Des Weiteren wurde ein Neubau errichtet, in dem sich die Kabinette der Fachbereiche Informatik, Physik, Chemie und Biologie befinden. Auch die Sporthalle wurde neu errichtet.
Die Schule ist mit der Straßenbahnlinie 2 erreichbar. Die Haltestelle Stendaler Straße liegt direkt vor dem Haupteingang des Schulgeländes.
In unmittelbarer Nähe befindet sich der Magdeburger Wissenschaftshafen, in dem alljährlich die Lange Nacht der Wissenschaft stattfindet. Dort befinden sich auch wichtige Forschungsinstitute der Stadt, unter anderem das Fraunhofer-Institut und das Max-Planck-Institut.

## Geschichte

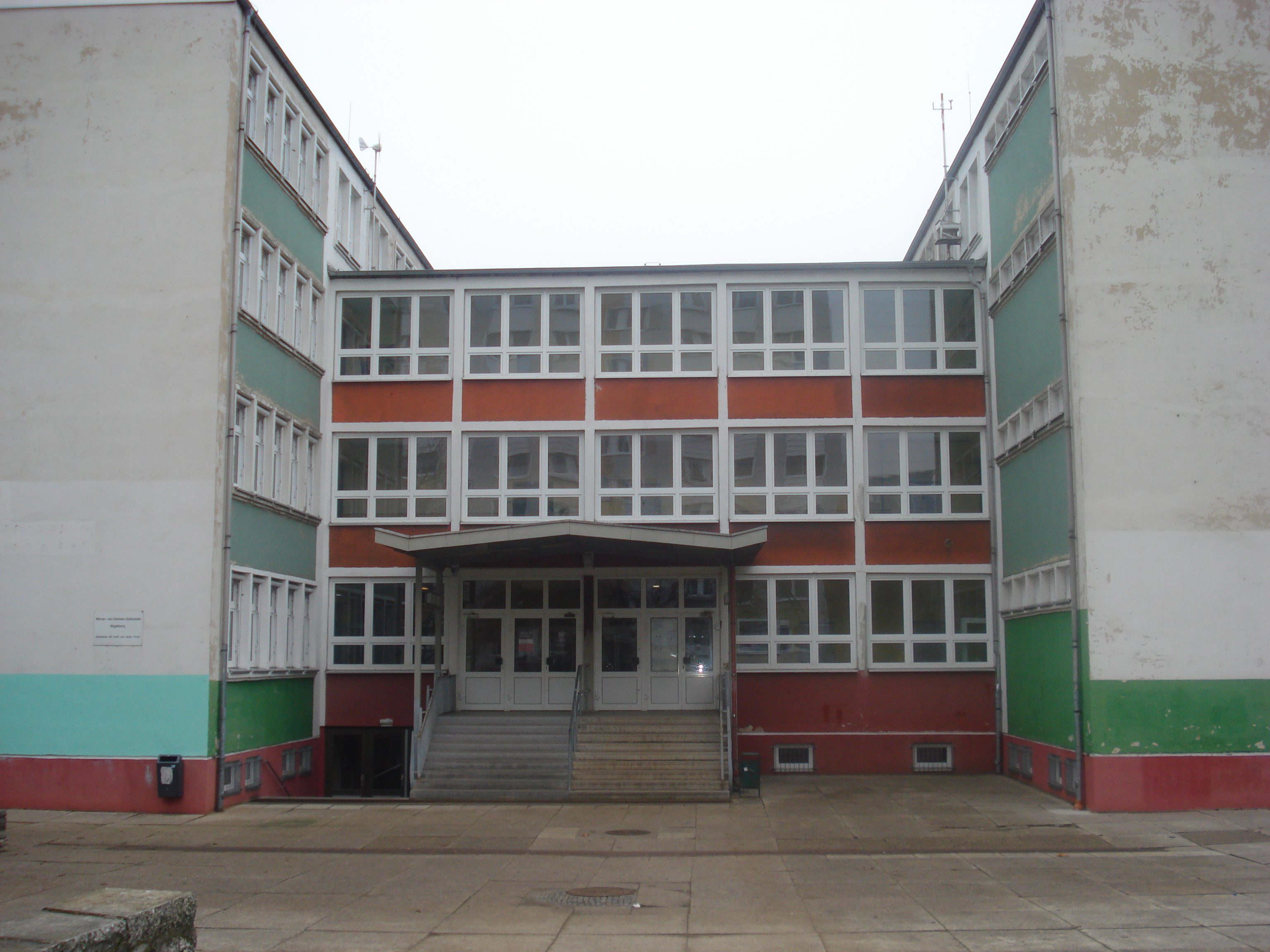
Ehemaliges Gebäude des Werner-von-Siemens-Gymnasiums in der Pablo-Neruda-Straße

Im Jahr 1988 wurde die Spezialschule mathematisch-naturwissenschaftlich-technischer Richtung zunächst mit nur zwei Spezialklassen gegründet. Damals trug die Schule noch nicht den Namen Werner-von-Siemens-Gymnasium und war mit im Gebäude der damaligen EOS Otto von Guericke in der Harsdorfer Straße untergebracht. Die Leitung des heutigen Gymnasiums wurde Gerhard Muth angetragen. 1989 zog die Schule in ein eigenes Schulgebäude in der Pablo-Neruda-Straße 13. Nach der Wende wurde die Schule im Jahr 1991 zum Landesgymnasium erklärt und 1992 der Behalt des besonderen Schwerpunktes beschlossen. 1993 erhielt das Gymnasium den jetzigen Namen und wurde der Trägerschaft der Stadt Magdeburg übergeben. Im Folgejahr gründete sich ein Förderverein. 1995 wurde die Lehreinrichtung als Gymnasium mit mathematisch-naturwissenschaftlich-technischem Schwerpunkt von der obersten Schulbehörde anerkannt und Aufnahmeprüfungen vorgeschrieben. Im gleichen Jahr bekam die Schule eine Standleitung zum Internet. Seit 1999 ist das Werner-von-Siemens-Gymnasium Kooperationsschule der Otto-von-Guericke-Universität Magdeburg und seit 2001 Mitglied im Verein mathematisch-naturwissenschaftlicher Excellenz-Center an Schulen e. V.
Da das damalige Schulgebäude nur als „Übergangslösung“ gedacht war, setzten sich Lehrer und Förderverein schon seit 1995 für ein neues Schulgebäude ein. Der Typ Erfurt schränkte die Möglichkeiten von Unterricht und Außerunterrichtlichem erheblich ein. Seit 2006 mussten Unterrichtsräume aus benachbarten Schulen genutzt werden, da der Raumbedarf des Werner-von-Siemens-Gymnasiums das Raumangebot des Schulgebäudes überstieg.
Im Sommer 2009 zog das Werner-von-Siemens-Gymnasium in ein saniertes Gebäude in der Stendaler Straße nahe dem Wissenschaftshafen um, nachdem am 5. März 2008 der Grundstein für einen zusätzlichen Anbau gelegt wurde.
Am 6. August 2009 fand eine Eröffnungsveranstaltung zur Einweihung des neuen Gebäudes statt.
Im Januar 2011 trat Schulleiter Gerhard Muth in den Ruhestand. Seine Nachfolge trat am 4. November 2011 Manfred Bäthge an. Im Schuljahr 2013/14 war Frank Skroblien amtierender Schulleiter. Am 1. September 2014 wurde Frank Skroblien zum Schulleiter ernannt.

## Lehrangebot

### Unterricht
Das Gymnasium unterliegt als staatliche Schule den Lehrplänen und Rahmenrichtlinien des Landes Sachsen-Anhalt. Mit Sondergenehmigung des Kultusministeriums Sachsen-Anhalts werden in Mathematik und den Naturwissenschaften (Physik, Chemie, Biologie) erweiterte Inhalte angeboten. So kann den Schülern in den genannten Fächern eine Wochenstunde mehr Unterricht erteilt werden. Dies wird ihnen mit einem besonderen Zeugnis bescheinigt.
Informatik wird im Gegensatz zu anderen Schulen des Bundeslandes ab der siebten Klasse unterrichtet. Die Schüler lernen die Arbeit mit Programmen wie Word und Excel. Ab der achten Klasse wird mit der Programmierung in Delphi begonnen.
Eine weitere Besonderheit ist das Fach Rhetorik. Hier werden den Schülern Fähigkeiten im Präsentieren und Halten von Referaten vermittelt. Aufgrund von Kürzungen wurde das Fach jedoch eingestellt.
Ab der fünften Klasse wird Englisch unterrichtet. In der siebten Klasse müssen sich die Schüler zwischen Französisch und Russisch entscheiden und ab der neunten Klasse kann zusätzlich Latein belegt werden.

### Arbeitsgemeinschaften
Neben dem normalen Schulunterricht werden auch diverse Arbeitsgemeinschaften und Förderungen angeboten. Förderungen sollen Schülern, die im Unterricht durch besondere Leistungen auffallen, weiterführenden Lehrstoff vermitteln. Hier wird auch in Hinblick auf anstehende Wettbewerbe gearbeitet, wie zum Beispiel den Bundeswettbewerb für Informatik oder RoboCup.
Obwohl die Schule das besondere Profil aufweist, existieren auch Arbeitsgemeinschaften in anderen Fachbereichen. Es werden u. a. eine Theatergruppe oder Sportarbeitsgemeinschaften (für Badminton und Volleyball) angeboten.

### Spezialistenlager
Zusätzlich zu den Spitzenförderungen werden sogenannte Spezialistenlager angeboten. Diese werden einmal im Jahr parallel zum Unterricht meist eine Woche lang durchgeführt. Hier werden bestimmte Themen für interessierte Schüler vertieft. Die Spezialistenlager werden von Vorträgen, die oft auch von ehemaligen Schülern gehalten werden, begleitet. Die Spezialistenlager sind auch für Schüler anderer Schulen auf Antrag zugänglich. Derzeit werden Lager für Mathematik, Biologie, Informatik und Technik (intern für Schüler des Gymnasiums) angeboten.

### Korrespondenzzirkel
Korrespondenzzirkel werden von der Schule auch für Schüler anderer Schulen angeboten. Diese bekommen nach einer Anmeldung regelmäßig Aufgaben zugeschickt, die sie in einem bestimmten Zeitraum erledigen sollen. Nachdem die Lösungen per Post abgeschickt wurden, werden diese von Lehrern des Gymnasiums kontrolliert. Es existieren Zirkel für Mathematik, Biologie, Physik und Chemie. Diese werden schon für Grundschüler angeboten, um frühzeitig ihr Interesse für Mathematik oder Naturwissenschaften zu wecken.

## Aufnahmeverfahren
Das Aufnahmeverfahren dient der Identifizierung von Schülern, die günstige Voraussetzungen für das erfolgreiche Durchlaufen dieser speziellen schulischen Ausbildung mitbringen und bei denen eine frühzeitige und intensive Förderung auf bestimmten Gebieten besonders hohe Leistungen erwarten lässt.
Voraussetzungen dafür ist ein Interesse an den Fächern des MINT-Bereichs und die Note 2 (gut) in Mathematik. Für die Bewerbung muss ein Formular bis zum 30. Januar des Schuljahres (i. d. R. Klasse 4) eingereicht werden. Außerdem muss spätestens 3 Tage nach Ausgabe der Halbjahreszeugnisse eine Kopie der Selbigen an die Schule geschickt werden. Die Einladung zur Eignungsprüfung erfolgt anschließend per Brief.
Die Bewerber schreiben zunächst einen mathematisch-naturwissenschaftlichen Test, in dem sie bestimmte Rechenfertigkeiten, räumliches Vorstellungs- sowie logisches Denkvermögen, besondere Lösungsstrategien, Kenntnisse in der Entwicklung von Algorithmen und technisches Verständnis nachweisen. Nach einer angemessenen Pause unterziehen sich alle Schüler einem kognitiven Fähigkeitstest. Die Gesamtpunktzahl der Eignungsprüfung wird auf der Grundlage einer Skala mit maximal 100 Punkten bestimmt (Klausur mit max. 50 Punkten, Test mit max. 40 Punkten, Durchschnittsnote des Zeugnisses mit max. 10 Punkten). Aus der erreichten Gesamtpunktzahl wird eine Rangfolge zur Zulassung gebildet, nach der die Aufnahmeentscheidung erfolgt. Insgesamt dürfen drei Klassen im fünften Schuljahrgang mit insgesamt höchstens 78 Schülerinnen und Schülern gebildet werden. Wird eine Zulassung nicht angenommen, rücken entsprechend Bewerber nach. Beispiele für die Aufnahmeprüfung können auf der Schulwebsite gefunden werden.
Die Ergebnisbekanntgabe erfolgt eine Woche nach der Prüfung per Brief.

## Schulsozialarbeit
Am Werner-von-Siemens-Gymnasium wird seit August 2015 Schulsozialarbeit angeboten. Träger dieser Maßnahme ist der Verein LIBa e. V. Für den Zeitraum vom 1. August 2024 bis zum 31. Juli 2028 ist die Fortführung der Schulsozialarbeit im Rahmen des ESF+-Programms Schulerfolg sichern gesichert. Das Projekt wird aus Mitteln des Europäischen Sozialfonds Plus sowie des Landes Sachsen-Anhalt gefördert.
Die Schulsozialarbeit basiert auf dem achten Buch Sozialgesetzbuch (Kinder- und Jugendhilfe), der Landesrichtlinie Schulerfolg sichern sowie dem Schulgesetz des Landes Sachsen-Anhalt. Ziel ist es, sozialpädagogische Unterstützungsangebote bereitzustellen, welche die schulische Ausbildung und die soziale Integration junger Menschen fördern.
Zu den Aufgaben der Schulsozialarbeit gehören unter anderem:
- Individuelle Hilfen für Schülerinnen und Schüler wie Einzelfallarbeit, Beratung in akuten Krisensituationen, Unterstützung bei der beruflichen Orientierung sowie sozialpädagogische Gruppenarbeit;
- Offene Angebote zur Förderung des sozialen Lernens, zur Partizipation und Konfliktbewältigung, etwa im Rahmen von Arbeitsgruppen, Schulprojekten oder Projektwochen;
- Kooperation mit dem schulischen Umfeld, etwa durch die Zusammenarbeit mit Eltern, Lehrkräften, der Schulleitung sowie durch Vernetzung mit lokalen und regionalen Institutionen.

Die Inanspruchnahme der Schulsozialarbeit erfolgt auf freiwilliger Basis. Sie bietet Schülerinnen und Schülern einen geschützten Rahmen für Austausch und Unterstützung.

## Besonderheiten

### Infrastruktur
Das gesamte Schulgebäude ist mit WLAN abgedeckt, sodass jeder Lehrer und Schüler die Möglichkeit hat, mobil ins Internet zu gehen. Außerdem können Schüler die Computerräume benutzen, wenn kein Unterricht in ihnen stattfindet, um Internetrecherchen zu betreiben. Des Weiteren besitzt die Schule Apple iMacs und Lenovo Terminals.

### Schülerfachgehilfen
Große Teile des Computernetzwerkes werden von Schülern, den Schülerfachgehilfen des Fachbereichs Informatik, administriert. Dazu gehört auch die Programmierung und Gestaltung von Webseiten.

### Frühstudium
Seit dem Schuljahr 2008/09 besteht für interessierte Schüler des Gymnasiums die Möglichkeit, neben dem Schulunterricht an der Otto-von-Guericke-Universität zu studieren. Dabei wird ein Studienplan ausgearbeitet und die Schüler werden in die Universität immatrikuliert. Sie dürfen außerdem an den Semesterprüfungen teilnehmen, die erworbenen Credits werden ihnen für ein späteres Studium gutgeschrieben. Im Schuljahr 2008/2009 nutzten sechs Schüler der elften Klasse das Angebot. Sie wurden am 9. Oktober 2008 immatrikuliert.

### Tontechnik
Am Werner-von-Siemens-Gymnasium gibt es seit 2023 eine Tontechnik AG, die von einem ehemaligen Schüler der Schule geleitet wird.
Die Tontechniker unterstützen in der Organisation und Durchführung von Veranstaltungen, wie beispielsweise das Sommerkonzert, den letzten Schultag der 12. Klassen oder das Weihnachtskonzert.

## Internat
Schüler, die außerhalb von Magdeburg oder des Magdeburger Umlands wohnen, können ein Internat besuchen. Es befindet sich ca. 4 km entfernt in der Albert-Vater-Straße im Stadtteil Stadtfeld Ost.